# Ricardo Piccinini
Ricardo Piccinini, né le 7 septembre 1949, est un footballeur guatémaltèque. Il évoluait au poste de gardien de but.

## Biographie
International guatémaltèque, il participe aux Jeux olympiques de 1976 (2 matchs contre Israël et la France) et 1988 (1 match contre l'Irak). À chaque fois, le Guatemala est éliminé au premier tour. Lors de l'olympiade 1988, il est le plus vieux joueur à participer à un match, à l'âge de 39 ans et 11 jours. 
Il joue également 6 matchs comptant pour les tours préliminaires du mondial 1978, et 2 matchs comptant pour les éliminatoires de la coupe du monde 1990.
Il évolue au CSD Comunicaciones lors des JO de 1976, et au CSD Municipal lors des JO de 1988.